# 結婚破壊業
『結婚破壊業』（けっこんはかいぎょう、The Match-Breaker）は、失われた1921年制作のアメリカ合衆国のサイレント映画、ロマンティック・コメディで、メトロ・ピクチャーズが制作、配給した作品。監督は ダラス・M・フィッツジェラルドで、主演はヴァイオラ・ダナ。

## あらすじ
男の気を惹くことしか取り柄のないジェーンは、縁談や恋愛を破談にするという奇妙な商売を始める。最初の依頼者は、父親が女にたぶらかされているのを心配した青年だった。ところが、続いて、その父親から、息子が女と会食に出向くのを妨害するよう依頼される。...

## キャスト
- ヴィオラ・ダナ - Jane Morgan
- ジャック・ペリン - Thomas Butler Jr
- エドワード・ジョブソン（英語版） - Thomas Butler Sr.
- ジュリア・カルホーン（英語版） - Mrs. Murray
- ウェッジウッド・ノウエル - Hack De Long
- ケイト・トンクレー（英語版） - Aunt Martha
- レノア・リナード (Lenore Lynard) - Madge Larlane
- フレッド・ケルゼー（英語版） - Detective
- アーサー・ミレット（英語版） - Richard Van Loytor